# Entertainment and Leisure Software Publishers Association
Entertainment and Leisure Software Publishers Association (ELSPA) är en organisation i Storbritannien som bedömer dator- och TV-spel, så att man lätt ska kunna se om spelet passar för personer av vissa åldrar. Till 2002 gick organisationen under namnet European Leisure Software Publishers Association.

## Åldersgränser
- 3+ - Spelet rekommenderas för personer över 3 år.
- 7+ - Spelet rekommenderas för personer över 7 år.
- 12+ - Spelet rekommenderas för personer över 12 år.
- 15 - Spelet rekommenderas för personer över 15 år.
- 16+ - Spelet rekommenderas för personer över 16 år.
- 18 - Spelet rekommenderas för personer över 18 år.